# 大人にゃ恋の仕方がわからねぇ!
『大人にゃ恋の仕方がわからねぇ！』（おとなにゃこいのしかたがわからねぇ）は、桂タマミによる日本の漫画作品。2018年5月10日より『セックスご無沙汰、卒業します。』のタイトルで『COMIC維新』のCocoCheakレーベル〈旧COMIC維新〉で連載されており、単行本発売時に上記タイトルに改題された。彗星社の「CocoCheak」レーベルの創刊作品。略称は『おと恋』。

## あらすじ
恋愛ご無沙汰なOL美緒は合コンで出会ったハイスぺ男子真島の女を馬鹿にした発言に怒り、挑発してしまう。流れで二人はラブホでセックスしてしまうが余りの相性の良さに美緒は5年間、恋愛もセックスもご無沙汰だったことを告白し、真島に恋愛指南を求める。真島は自身も恋愛ご無沙汰なことを明かせないまま安請け合いする。一夜限りの関係と思いきや、しばらく一緒に仕事をすることになる二人は徐々に距離を縮めていく。

## 登場人物
声は特記無き場合オンエア版 / プレミアム版の声優。
真島 修二（まじま しゅうじ）
声 - 伊東健人（単行本1巻おまけボイス・オンエア版アニメ） / 茶介
外資系企業「C&S consulting farm」のシニアコンサルタントを務めるハイスぺ男子。180cm、2月28日生まれで32歳。同棲していた恋人の浮気以来、7年間女には興味なし恋人なし肉体関係なし。美緒のことは1度目のセックスから相性の良さもあり気になっているが、女に不自由していないという嘘を続けている為、関係を進められない。
須藤 美緒（すどう みお）
声 - 湯浅かえで / ゆずはちみつ
162cm、6月3日生まれで30歳。
大手化粧品メーカー「華宝堂」の企画開発部主任。学生時代から5年付き合った彼氏に振られ、それから5年恋人なし。真島のことは1度目のセックスから相性の良さもあり気になっているが、真島が女に不自由しておらず、自分も多数の内の一人と思っているため、他の恋人を探すための恋愛指南を頼む。
戸倉 孝太郎（とくら こうたろう）
声 - 神尾晋一郎 / 一夜愛
178cm、1月1日生まれで32歳。
修二とは同期に当たる。妻子持ちの一人だが、現役としては未だに色男。
川本 あい（かわもと あい）
声 - 風花ましろ（オンエア版・プレミアム版共通）
163cm、11月15日生まれで25歳。
修二のことを警戒している。美緒とは同僚に当たる。
池山まさき
声 - 村上聡
美緒の元カレ。学生時代から5年間、美緒と付き合っていたが、突然、他に好きな人が出来たと振った。実際は一度切りのつもりで関係した相手が妊娠したため、出来婚したのが理由だった。
池山ゆず
声 - 杉沢摩椰
まさきの娘。幼稚園に通う4歳。
松井りのあ
声 - 杉沢摩耶
真島の元カノ。同棲していたが真島の出張中に浮気相手(声-木田祐)と密会していた所を真島に見つかる。

## 書誌情報
- 桂タマミ『大人にゃ恋の仕方がわからねぇ！』彗星社〈CocoCheek〉、既刊3巻（2020年10月18日現在）
  1. 2019年8月18日発売[10]、ISBN 978-4-434-26178-7
  2. 2020年2月18日発売[11]、ISBN 978-4-434-26913-4
  3. 2020年10月18日発売[12]、ISBN 978-4-434-27845-7

## テレビアニメ
2020年10月から11月までTOKYO MXにて放送された。また、ComicFestaアニメでは年齢制限のあるプレミアム版が配信された。
TOKYO MXでは本放送前の9月28日に特別番組「新番組『おと恋』特番〜真島の最強プレゼン with 初出し映像！」を放送。

### スタッフ
- 原作 - 桂タマミ[4]
- 企画・プロデュース - 瀬川章子
- 監修 - 古川博之（第3話 - 第8話)
- 監督 - 古川博之（第1話・第2話）、椎名優希[4]（第3話 - 第8話）
- 助監督 - 西島圭祐（第3話 - 第8話)
- シリーズ構成・脚本 - 毛利のら[4]
- キャラクターデザイン・総作画監督 - 是空[4]
- 美術設定 - さおり[4]
- 美術監督 - 三宅昌和[4]
- 色彩設計 - さくらまきびし[4]
- 撮影監督 - 椎名優希[4]
- 編集 - 新海コウキ[4]
- 音響監督 - えのもとたかひろ[4]
- 音響制作 - STUDIO MAUSU[4]
- アニメーション制作 - エーテル・キトゥン[4]（第1話・第2話[注 1])、シリウス（第3話 - 第8話[注 2]）
- 制作協力 - MABUS ANIMATION（第6話）
- アニメーションプロデューサー - 椎名優希
- プロデューサー - 渡部加奈
- 製作 - 彗星社[4]

### 主題歌
「夜に決壊」
作詞は桑原佑介、作曲・編曲はかねこかずき・ジョーカーサウンズ、監修は小林達矢。歌は真島修二（オンエア版 - 伊東健人 / プレミアム版 - 茶介）。

### 各話リスト
| 話数  | サブタイトル                           | 絵コンテ | 演出              | 作画監督                                                            | 初放送日       |
| ----- | -------------------------------------- | -------- | ----------------- | ------------------------------------------------------------------- | -------------- |
| 第1話 | マグロ君かどうか、試してみる？         | 鈴木勇真 | 鈴木勇真 椎名優希 | 飯泉俊臣 rere Cerberus Suwarin Promjutikanon Chotanan Pipobworachai | 2020年 10月5日 |
| 第2話 | もしや、これって･･･相性か!?            | 鈴木勇真 | 鈴木勇真 椎名優希 | 吉田翔太 西島圭祐 飯泉俊臣 rere Chotanan Pipobworachai              | 10月12日       |
| 第3話 | 俺には女をその気にさせるメソッドがある | 飯田崇   | 椎名優希 西島圭祐 | 飯泉俊臣 西島圭祐 椎名優希 相音光                                   | 10月19日       |
| 第4話 | このまま抱いて寝てくれませんか？       | 飯田崇   | 椎名優希          | 飯泉俊臣                                                            | 10月26日       |
| 第5話 | 性衝動が大絶叫している                 | 飯田崇   | 椎名優希 西島圭祐 | 飯泉俊臣 西島圭祐 櫻井拓郎 椎名優希                                 | 11月2日        |
| 第6話 | 俺の査定では、君は最上級の女だよ       | 飯田崇   | 椎名優希          | 權龍像 李承希 飯泉俊臣                                              | 11月9日        |
| 第7話 | 『ヤレたらラッキー』に尽きるだろ？     | 桐島桃次 | 椎名優希          | 飯泉俊臣 椎名優希 西島圭祐 へばらぎ                                 | 11月16日       |
| 第8話 | ご無沙汰、卒業します                   | 鈴木勇真 | 西島圭祐 椎名優希 | 飯泉俊臣 椎名優希 西島圭祐 櫻井拓郎                                 | 11月23日       |

### 放送局
| 放送期間                 | 放送時間                     | 放送局   | 対象地域 | 備考 |
| ------------------------ | ---------------------------- | -------- | -------- | ---- |
| 2020年10月5日 - 11月23日 | 月曜 1:00 - 1:05（日曜深夜） | TOKYO MX | 東京都   |      |

インターネットではYouTube、ニコニコ動画、dアニメストアにてオンエア版が配信され、ComicFestaアニメでは月曜0時より年齢制限のあるプレミアム版も含めて先行配信される。

### Webラジオ
2020年10月2日よりWebラジオ『ComicFesta Radio 大人にゃ恋の仕方がわからねぇ！けど、ラジオの仕方はわかるはず！』が音泉にて第1・第3金曜に配信。パーソナリティは伊東健人（真島修二 役）と神尾晋一郎（戸倉孝太郎 役）。
| TOKYO MX 月曜 1:00 - 1:05（日曜深夜） 枠 | TOKYO MX 月曜 1:00 - 1:05（日曜深夜） 枠 | TOKYO MX 月曜 1:00 - 1:05（日曜深夜） 枠     |
| 前番組                                   | 番組名                                   | 次番組                                       |
| ---------------------------------------- | ---------------------------------------- | -------------------------------------------- |
| オオカミさんは食べられたい               | 大人にゃ恋の仕方がわからねぇ!            | じみへんっ!!〜地味子を変えちゃう純異性交遊〜 |